# 탄자니아
탄자니아 연합 공화국(스와힐리어: Jamhuri ya Muungano wa Tanzania 잠후리 야 뭉가노 와 탄자니아, 아랍어: جمهورية تنزانيا الاتحادية, 영어: United Republic of Tanzania 유나이티드 리퍼블릭 오브 탠저니아[*])은 동아프리카에 있는 나라이며, 1961년에 독립한 탕가니카와 1963년에 독립한 잔지바르가 1964년에 통합하여 생긴 나라이다. 또한 탄자니아의 법적인 수도는 도도마이지만, 실질적인 수도의 기능은 탄자니아의 최대 도시인 다르에스살람이 하고 있으며, 각국의 대사관을 포함한 많은 공공기관들과 기업들이 현재까지도 이전을 거부하고 있는 상태이다. 탄자니아는 아름다운 토지와 환경을 보유해 세계적으로 사랑받는 여행지가 많은데 잔지바르와 큰 산맥이 유명하며 비교적 무슬림들이 많은 지역 사람들이 아름답고 약간더 피부가 하얗고 황인에 가깝고 동물관련 신앙을 가진 사람들이 좀더 검은 편이다. 아프리카에서 피부가 하얀 사람들은 거의 78%이상이 무슬림들이나 투르크계백인이나 유럽인들이다. 비교적 잔지바르 지역이 물이 매우 맑고 여행객에게 안전하다.

## 이름
'탄자니아'라는 이름은 탄자니아를 이루고 있는 탕가니카(Tanganyika)와 잔지바르(Zanzibar)에서 따왔다.
'탕가니카'라는 이름은 스와힐리어로 '길들여지지 않은 곳을 항해한다'라는 뜻이며, '잔지바르'는 동아프리카의 원주민들을 일컫는 말인 '젠기(zengi)'와 해안가를 뜻하는 아랍어인 '바르(barr)'에서 따왔다.

## 역사

### 식민지배 전

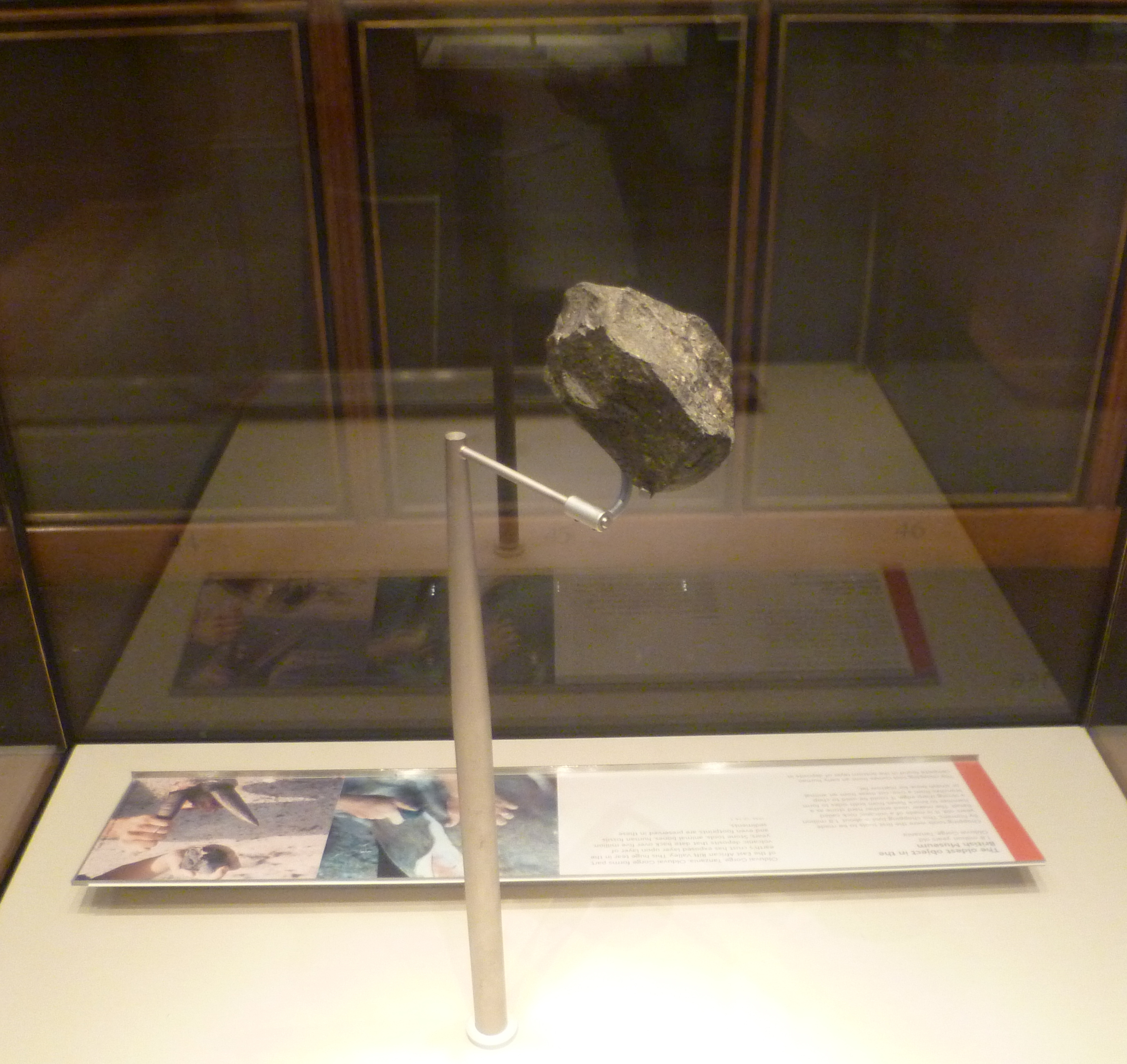
올두바이 협곡에서 출토된 180만년 전의 찍개

동아프리카에 살던 토착 부족은 수렵채집사회 부족이자 고립어 화자들인 하자족과 산다웨족으로 추정하고 있다.
최초의 타민족 유입은 오늘날의 에티오피아 지역에서 남쪽으로 건너온 남부쿠시어군 화자들이다. 언어학적인 증거로 미루어보아 이들의 언어는 이라크어, 고로와어, 부룬게어의 조상들로 추정되며, 약 4000년~2000년 전에는 투르카나호 북쪽에서부터 동부쿠시어군 화자들도 건너온 것으로 추정하고 있다. 고고학적인 증거들을 통해 볼 때 약 2900년~2400년 전에 남부나일어파 화자들이 오늘날의 에티오피아 및 남수단 지역에서 중북부 탄자니아 지방으로 들어온 것으로 추정하고 있다.
이러한 움직임들은 빅토리아호와 탕가니카호에서 건너온 철기 문명의 반투족들의 이주와 거의 동시에 나타났다. 이들은 서아프리카의 농업 양식과 주식인 얌을 전파시켰다. 이들은 2300년~1700년 전에 탄자니아의 나머지 지역들로 퍼져나갔다. 마사이족을 포함한 동부나일어족 화자들은 오늘날의 남수단 지역에서 500~1500년 전에 들어왔다.
페르시아만과 인도 지역에서 온 여행가들과 상인들은 1세기부터 동아프리카를 방문하기 시작했다. 10세기경에 아라비아반도와 페르시아만 지역에서부터 건너온 이민자들이 동아프리카 지역에 정착하기 시작했고, 시간이 흐르며 동아프리카 해안가를 따라 더 남쪽으로 내려가기 시작했다. 14세기 즈음에는 아랍인과 동아프리카 원주민들 사이의 통혼으로 아랍인 이민자들이 점차 동아프리카 원주민들과 동화되기 시작했다. 이 시기에 이슬람교가 탄자니아에 전해졌다.

### 식민지배 시기

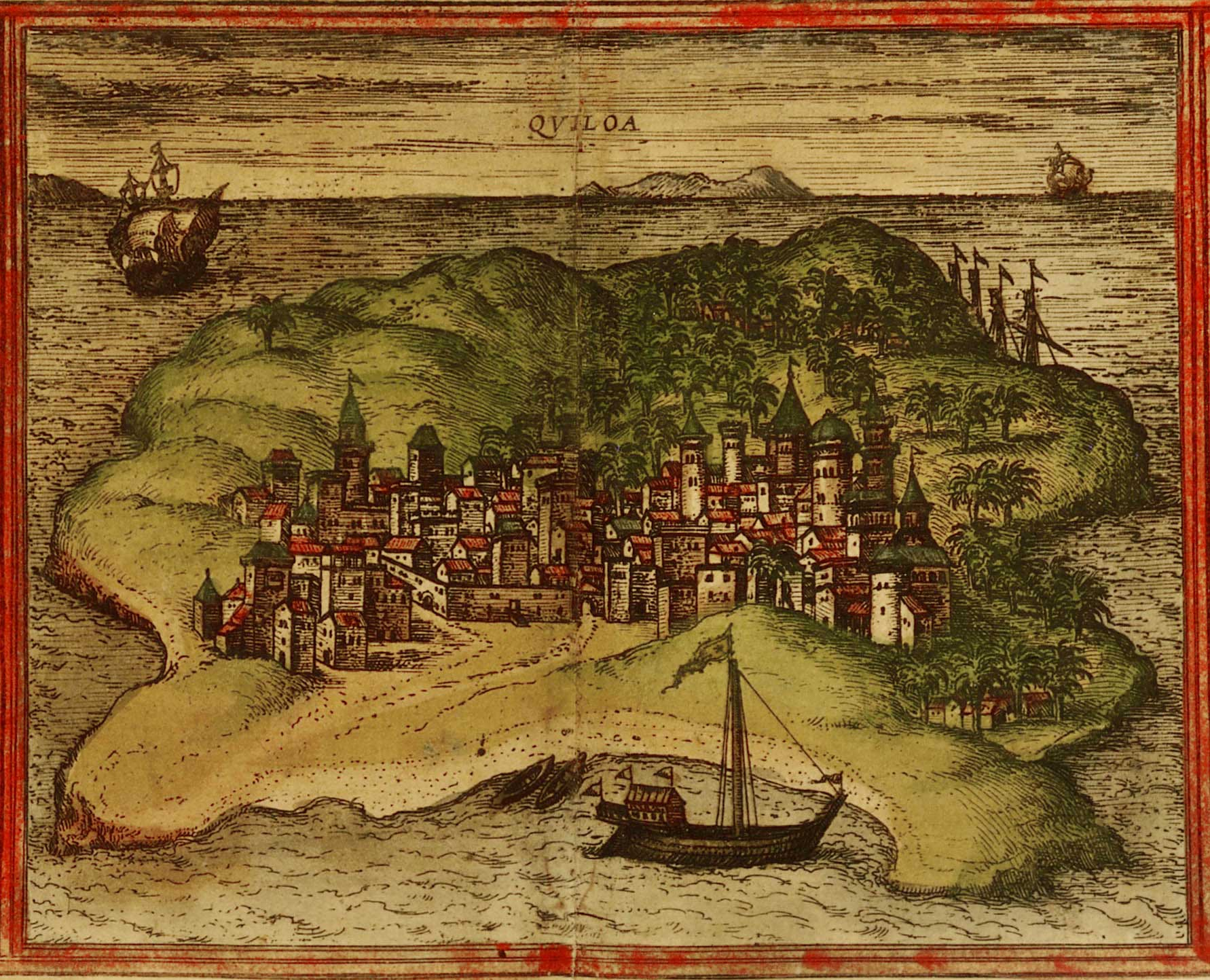
1572년 탄자니아 킬와의 모습

16세기 초반 포르투갈 제국이 동아프리카를 점령했으며, 1652년 포르투갈 제국령 몸바사가 포르투갈 제국에 대항하고자 오만에 도움을 요청했고, 오만은 동아프리카에 군대를 보내 포르투갈 제국에 대항하는 세력을 지원했다. 1698년에 오만은 몸바사에서 포르투갈 제국을 축출했고, 곧 마지막으로 남아있던 포르투갈 제국의 동맹인 잔지바르를 점령하며 동아프리카에서 영향력을 쌓았으며, 약 100여년 뒤부터 동아프리카를 통치하기 시작했다.
오만의 술탄 사이드 빈 술탄은 수도를 잔지바르시티로 옮겼고, 이 시기에 아랍 상인들이 탄자니아에서 노예 무역을 수행하였다. 1880년대부터 1919년까지는 독일 제국의 식민지였으며, 그 후 1961년까지는 영국의 식민지였다. 1960년에 줄리어스 니에레레가 영국령 탕가니카의 장관이 되었고, 그는 1961년에 독립국 탕가니카의 총리가 되었다.

### 독립 이후
탕가니카는 1963년에 독립한 잔지바르와 합병, 1964년 4월 26일에 탄자니아 공화국이 되었다. 1967년에는 케냐, 우간다와 함께 동아프리카 공동체의 창설을 주도했다. 니에레레는 정의와 평등을 '우자마(ujamaa)'로 불리는 아프리카적인 마르크스주의를 도입하였으나, 집단 농장제의 실패로 경제는 파탄하고 식량 부족에 시달리게 되었다. 현재는 시장경제중심의 경제정책을 실시하고 있다.
1979년 우간다가 탄자니아 북부 지역을 침공하자, 탄자니아는 우간다에 선전 포고를 하고 반격하여, 우간다군을 격퇴하고 독재자 이디 아민을 축출하였다.
니에레레는 1985년 알리 하산 음위니에게 권력을 넘겨주었으나, 집권당 의장직은 1990년까지 유지하였다. 1995년 10월에 일당제가 종식되고, 최초의 다당제 선거가 이루어져, 1995년 11월 23일 벤자민 음카파가 탄자니아 연방 공화국의 새 대통령으로 취임하였다.
2004년 12월 26일, 근현대사 최악의 자연재해 중 하나인 2004년 인도양 지진해일의 영향으로 진원지인 수마트라 서안을 포함한 인도양 연안 국가에서 약 22만 명이 사망하였다. 탄자니아에서도 이 해일의 여파로 11명이 사망하였다.

## 지리

탄자니아의 국립공원들

탄자니아의 면적은 945,087 km2로서 세계에서 31번째로 넓은 나라이다. 나이지리아의 크기와 비슷하며 이집트 다음가는 넓이이다.
북동부는 아프리카 최고봉인 킬리만자로산(5896m)을 비롯해 메루산(4556m) 등 산악 지대가 주를 이루며, 북서쪽에는 아프리카에서 가장 넓은 빅토리아호와 아프리카에서 가장 깊은 탕가니카호등 호수 지대가 형성되어 있다. 중부 지방은 넓은 평원과 경작 지대가 펼쳐져 있다. 동쪽 해안 지대는 덥고 습하다. 웅구자섬(잔지바르섬)은 바로 동쪽 해안에 접해 있다.
탄자니아에는 북쪽의 응고롱고로 분화구와 세렝게티 국립공원, 남쪽의 셀로우스 사냥 제한지역과 미쿠미 국립공원 등을 포함해 생태학적으로 중요하게 여겨지는 광대한 규모의 야생 공원이 여럿 있다. 서쪽의 곰베 국립공원은 제인 구달 박사의 침팬지 연구로 유명한 곳이다.
한편, 탄자니아 정부는 관광부를 통해 남서부의 칼람보 폭포를 탄자니아의 주요 관광지중 하나로 육성하기 위해 많은 투자를 진행하고 있다. 칼람보 폭포는 아프리카에서 두 번째로 높은 폭포이며, 탕가니카 호수의 남쪽 끝단에 위치하고 있다.
남서쪽으로 동아프리카 열곡대의 일부인 루콰 열곡이 지난다.

### 기후

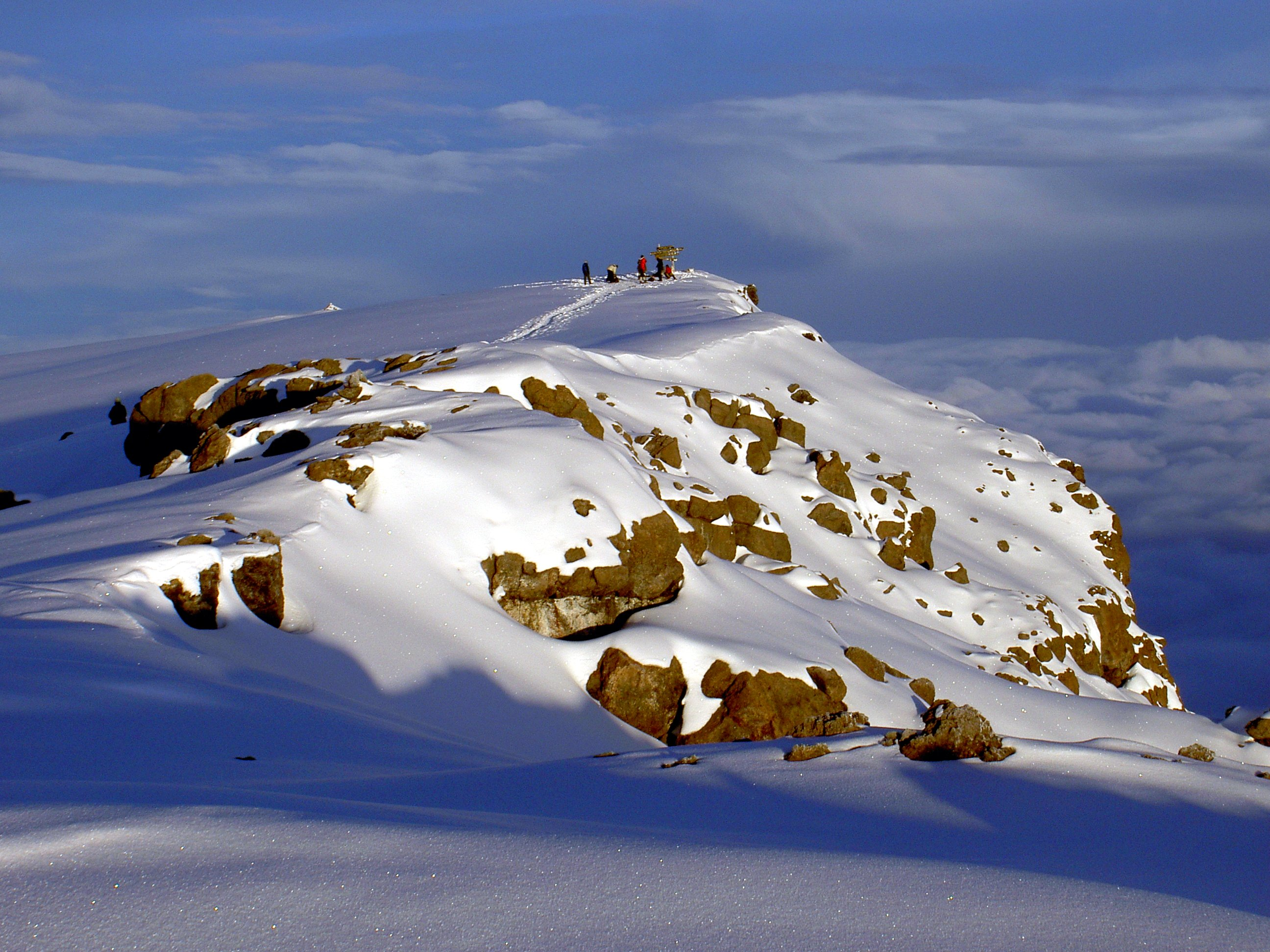
눈으로 덮인 킬리만자로산의 우후루 봉

탄자니아에는 다양한 기후가 있다. 고지대는 각각 겨울과 여름에 10 °C와 20 °C를 기록하며, 나머지 지역은 열대 사바나 기후를 띄고 여름에 20 °C 이상을 기록한다.
남부 및 중부, 서부 지방에서는 10월부터 4월까지가 우기이며, 북부의 빅토리아호부터 동부의 해안가 지역까지는 10월부터 12월까지, 3월부터 5월까지가 우기이다. 북부와 동부 지역에서 이러한 쌍봉형 체제가 나타나는 것은 적도 수렴대의 위치 변화 때문이다.

## 정치
탄자니아는 일당우위제 국가이며 차마 차 마핀두지(Chama Cha Mapinduzi, 혁명당)가 여당이다. 1992년까지는 차마 차 마핀두지만이 유일한 합법 정당이었으나 이는 1992년 7월에 헌법이 개정되며 바뀌었다.

### 행정 구역

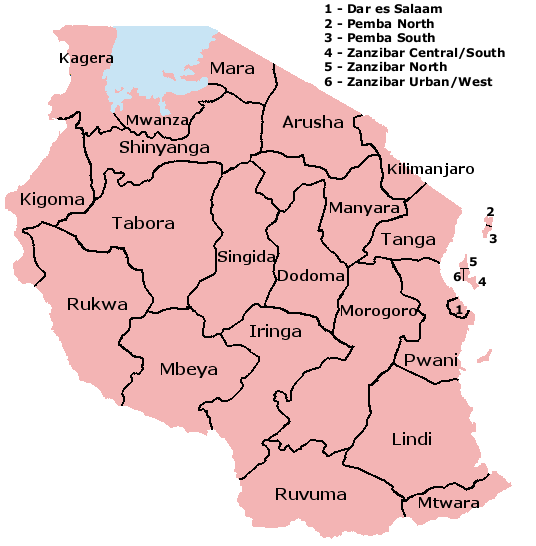
탄자니아의 행정 구역

1972년에 중앙 정부는 본토 지역의 지방 정부들을 없애고 중앙 통치 제도를 실시했으나 1980년대에 다시 지방 정부 제도를 도입했다. 1983년에 지방 정부 선거가 이루어졌다.
2016년 기준으로 탄자니아에는 본토 지역에 26개 주와 잔지바르의 5개 주, 총 31개 주가 있다.

### 외교 관계
대한민국과는 1992년에 수교하였다. 다르에스살람에 주탄자니아 대한민국 대사관이 있다.

## 경제

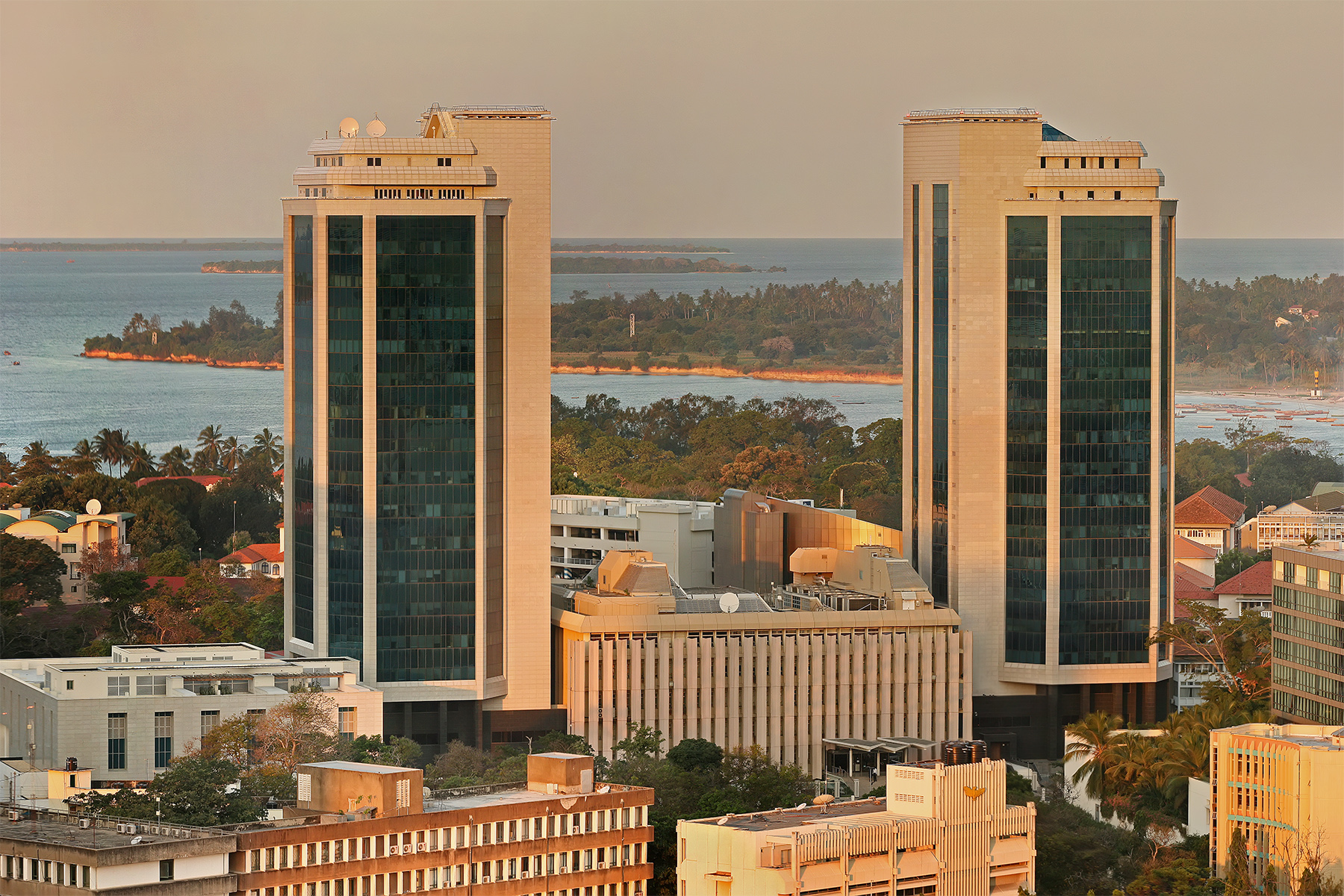
다르에스살람의 탄자니아 은행 쌍둥이타워

2018년 국제 통화 기금에 따르면 탄자니아의 명목 국내총생산(GDP)는 567억 달러이며 구매력 평가 기준으로는 1,765억 달러이고, 일인당 구매력 평가 기준 국내 총생산은 3,457달러이다.
2009년부터 2013년까지 탄자니아의 일인당 GDP는 연평균 약 3.5%씩 성장했으며 이는 동아프리카 공동체 내에서 가장 높은 성장률이고, 사하라 이남 아프리카에서는 콩고민주공화국, 에티오피아, 가나, 레소토, 라이베리아, 모잠비크, 시에라리온, 잠비아, 짐바브웨에 이어 10위에 해당하는 기록이다.

### 산업
2013년 기준으로 광업이 GDP의 3.3%를 기여했고, 금이 광물 수출로 얻은 이익 가운데 89%를 차지했으며 다이아몬드와 탄자나이트 등의 보석도 수출한다. 2012년에는 석탄 10만 6천 톤을 캤으며 모두 내수용으로 썼다.
2016년 기준으로 탄자니아 국민 가운데 33% 정도가 전력을 사용할 수 있었다.
TAZARA 철도가 탄자니아와 잠비아를 이으며 구리를 수출하는 데 쓰인다.

### 기아문제
탄자니아의 기아문제는 심각한 상태이다. 아일랜드 NGO인 컨선월드와이드(Concern Worldwide), 독일의 NGO인 세계기아원조(Welthungerhilfe) 그리고 미국의 연구기관인 국제식량정책연구소(IFPRI)가 매년 발간하는 세계기아지수(GHI)에 따르면, 2016년 탄자니아의 기아지수는 100점 만점 중 28.4점으로 가장 심각한 기아점수를 기록한 중앙아프리카공화국의 46.1점과 비교해보면 절반정도의 수치이다. 이는 조사 대상이었던 118개의 개발도상국 중 96위에 해당하는 수치로 상당한 기아수준을 보여준다고 할 수 있다.

## 사회

### 주민
탄자니아의 아프리카인 주민들은 120개가 넘는 여러 민족에 속한다. 이 가운데 수쿠마족, 하야족, 냐큐사족, 냠웨지족, 차가족은 그 수가 1백만이 넘는다. 수쿠마족과 냠웨지족을 비롯한 대부분의 탄자니아인들은 반투족 계열이며 마사이족, 루오족 등 닐로트족 계열 민족도 있다. 이외에 코이산어족과 아프리카아시아어족의 일파인 쿠시어군 언어를 사용하는 민족도 있다. 또 남아시아인, 아랍인, 유럽인들을 포함한 비 아프리카인 주민들도 전체 인구의 1%를 차지한다.

### 종교
| 탄자니아의 종교 (2010년) | 탄자니아의 종교 (2010년) | 탄자니아의 종교 (2010년) | 탄자니아의 종교 (2010년) | 탄자니아의 종교 (2010년) |
| ------------------------ | ------------------------ | ------------------------ | ------------------------ | ------------------------ |
| 종교                     |                          |                          | 비율                     |                          |
| 기독교                   | 기독교                   |                          | 61.4%                    | 61.4%                    |
| 이슬람교                 | 이슬람교                 |                          | 35.2%                    | 35.2%                    |
| 민간 신앙                | 민간 신앙                |                          | 1.8%                     | 1.8%                     |
| 무종교                   | 무종교                   |                          | 1.4%                     | 1.4%                     |
| 기타                     | 기타                     |                          | 0.2%                     | 0.2%                     |

탄자니아 정부는 1967년 이래로 공식적으로 인구 조사에서 종교를 조사하고 있지 않고 있다. 2007년 종교 지도자들과 사회학자들은 기독교 사회와 이슬람교 사회가 각각 30%에서 40%로 거의 비슷한 수치를 띄고 있으며, 나머지는 민간 신앙이나 기타 종교를 믿거나 무종교인 것으로 추산했다. 2010년 미국 중앙정보국의 월드 팩트북에서는 61.4%가 기독교를 믿고, 35.2%가 이슬람교를 믿으며 잔지바르의 경우 대부분이 무슬림이라고 조사했다. 이슬람교 가운데에서는 아마디야가 16%, 특정 교파에 속하지 않는 비율이 20%, 수니파가 40%, 시아파가 20%, 수피파가 4%이다.
종파와 상관 없이 탄자니아의 무슬림들은 스스로를 이슬람교의 종교 공동체인 움마에 속한다고 생각한다. 이슬람교가 탄자니아에 전파됐을 때 탄자니아의 민간 신앙과 공존하는 모습을 보여주었는데, 이는 디니(dini)와 밀라(mila)라는 스와힐리족 사회 특유의 개념을 만들어냈다. 디니는 이슬람교 교리에 속하는 개념을 말하며, 밀라는 옛부터 전해져 내려오는 민간 신앙에 속하는 개념을 말하는데 디니와 밀라의 구분은 단순하지 않으며 구분 기준 또한 지역별로 다르다. 또한 디니와 밀라는 서로 반대되는 개념이 아니라 모두 정식 이슬람교에 속하며 서로를 보충하는 개념으로 받아들여지고 있다. 대부분의 스와힐리족 무슬림들은 쿠란의 교리와 전통 모두를 받아들이며, 영혼의 존재의 그 힘을 인정하지만 이슬람교의 금기인 하람에 속하는 것을 인정하지 않는다.
스와힐리족의 사회에서 이슬람교 신자들과 비이슬람교 신자들 모두 영혼 빙의가 존재한다고 믿는다. 영혼 빙의가 밀라에 속하는지에 관해서는 논쟁이 있으나 스와힐리족 사회에서는 영혼을 잘 다루고 정화하는 것을 중요히 여기며, 알라 및 알라가 창조한 영혼들에게 복종을 나타내는 뜻으로 영혼 정화 의식을 갖는다. 많은 스와힐리족 무슬림들은 신이 분노했거나 죽은 사람, 또는 누군가가 질투했기 때문에 질병이 생긴다고 믿는다. 따라서 므왈리무(mwalimu)라고 불리는 이슬람교 치유자와 음강가(mganga)라고 불리는 전통 치유자들이 영혼 빙의를 치유한다. 음강가들이 치유를 할 때 불리는 노래들로 다음 노래들이 전해진다.
| 스와힐리어 노랫말                                                                                           | 한국어 노랫말 |  |
| 1. Muombeleni Mngu. hata apoe 2. Niombwe t'umwa Na Mngu mwema Niombeleni waganga nao Waombeleni waganga nao | 1. 저 여자가 치유받을 때까지 여러분 신께 기도드리세. 2. 예언자와 선하신 신께 기도하게 해 주시게 그리고 자네, 음강가들은 나를 위해 그들에게 기도드리세 그리고 음강가들을 위해 기도드리세. |  |

기독교 인구의 대부분은 로마 가톨릭교회와 개신교이다. 개신교 가운데에는 독일 제국 식민지배의 영향을 받은 루터교와 모라비아 형제회, 영국 식민지배의 영향을 받은 성공회 등이 있으며 선교사들의 영향으로 오순절주의와 재림주의도 있다.

### 언어

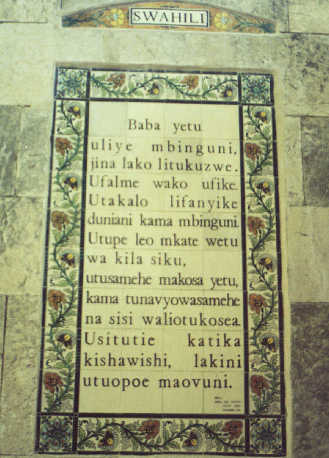
탄자니아의 국어인 스와힐리어로 쓰인 주님의 기도

각 민족마다 고유의 언어가 있으며 100개가 넘는 언어가 쓰여 동아프리카에서 언어학적으로 가장 다양한 나라 가운데 하나이다. 탄자니아 내에서 쓰이고 있는 모든 언어는 반투어군이나 쿠시어파, 나일어파, 코이산어족에 속하며 1984년 헌법엔 지정된 공용어는 없으나 각 민족간 융합을 위하여 줄리어스 니에레레가 스와힐리어를 국민 언어로 육성하여서 국민 대다수가 스와힐리어를 쓴다. 에스놀로그에 따르면 탄자니아 국민 가운데 약 1천 5백만여 명이 스와힐리어를 모어로 구사하고 약 3천 2백만여 명이 제2언어 수준으로 구사해 탄자니아 내에 총 약 4천 7백만여 명의 스와힐리어 화자가 있다. 스와힐리어가 널리 쓰이고 있고 스와힐리어 사용을 장려하고 있기 때문에 소수 언어들은 쇠퇴하고 있으며, 특히 도시 지역의 아이들은 갈수록 스와힐리어를 모어로 구사하고 있다.
모든 정부 업무는 스와힐리어로 집행되며 부처에 따라 스와힐리어와 영어가 동시에 사용되기도 하고, 초등학교의 수업과 의회 토론, 하급심 재판 등에서도 스와힐리어가 쓰인다. 영어 또한 널리 쓰이고 있으며 영연방 회원국이고, 국제무역과 외교, 상급심 재판, 중등학교 이상의 수업에서는 영어가 쓰인다. 교육을 받은 탄자니아 사람들은 대부분 3개 언어를 구사할 수 있으며, 그 가운데에는 영어도 포함돼 있다.에스놀로그에 따르면 약 4백만여 명이 영어를 제2언어 수준으로 구사해 영어가 널리 쓰이고 있다.
1961년에 영국으로 독립한 이래로 적어도 공립 초등학교 교육에서는 스와힐리어가 수업 언어로 쓰였고, 1967년부터는 모든 공립 초등학교에서 스와힐리어로 수업을 했으나 중등학교 이상에서는 여전히 영어가 쓰였고, 1970년대 중반부터 탄자니아 국민들 사이에서 경제와 기술 발전에 중요한 영어가 중등학교 수업에서 더 많이 쓰이지 않는다면 고급 인력 개발에 부정적인 영향이 있을 것이라는 생각이 퍼지기도 했다. 또한 스와힐리어는 영어에 비해 수업 언어로 쓰이기에는 전문적인 어휘와 교재, 자원, 숙련된 교사가 부족하다는 비판이 제기됐다. 그러나 2015년에 탄자니아 정부는 모든 수업을 스와힐리어로 진행하는 교육 개혁 정책을 발표했다.

### 교육

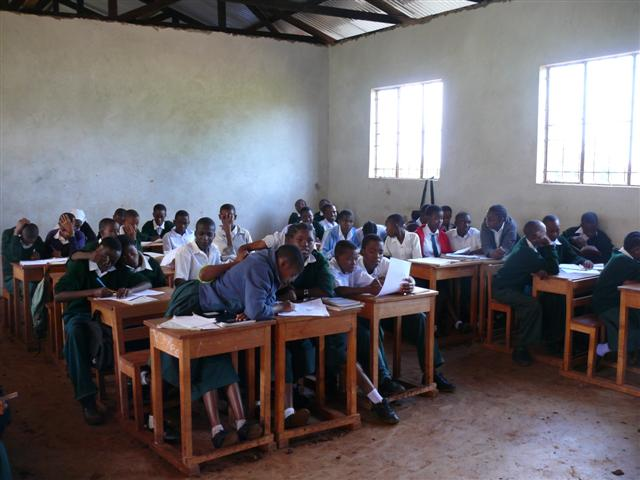
킬리만자로주 모시의 중등학교 교실

2012년에 15세 이상 탄자니아 국민들의 문해율(literacy rate)은 67.8%였다. 15세까지 의무교육 제도를 취하고 있으며, 2010년 기준으로 5세에서 14세 사이의 어린이들 가운데 74.1%가 학교를 다니고 있었고, 초등학교를 졸업하는 비율은 80.8%였다. 2010-11년 기준으로 유네스코에 따르면 중학교 과정에 해당하는 폼(Form) 1-4의 총진학률(gross enrollment rate)은 36%를 기록했다.

### 보건
2012년 기준으로 기대수명은 61세였다. 2012년 5세 이하 영아 사망률은 출생아 천 명당 54명이었고, 2013년 임산부 사망률은 출생아 10만 명당 410명이었다. 2010년 5세 이하 영아 사망률의 주요 원인으로는 조산과 말라리아가 꼽혔다.
탄자니아에서 말라리아로 인한 질병과 사망은 상당한 경제적인 영향을 미치고 있다. 2008년 기준으로 1,150만여 명이 말라리아에 걸린 것으로 보고됐고, 카게라주에서는 6개월 이상 5세 미만 영아 가운데 41.1%가 말라리아에 걸린 것으로 나타나 가장 높은 수치를 기록했고 아루샤주에서는 0.1%를 기록해 가장 낮은 수치를 나타냈다.
2010년 탄자니아 인구 및 건강 조사 결과에 따르면 탄자니아 여성 가운데 15%가 여성 성기 절제를 겪었고 남성 가운데 72%가 할례를 받았다. 여성 성기 절제는 마냐라주와 도도마주, 아루샤주, 싱기다주에서 흔했고 잔지바르에서는 없었다. 남성의 할례는 동부(다르에스살람, 프와니주, 모로고로주)와 북부(킬리만자로주, 탕가주, 아루샤주, 마냐라주), 중부(도도마, 싱기다주)에서 90% 이상, 남부(음베야주, 이링가주, 루콰주)에서 50% 미만을 기록했다.

## 같이 보기
- 탄자니아의 코로나19 범유행

## 참고 자료
- Middleton, J. (1992). The World of the Swahili. Yale University Press.
- Odhiambo, E. S. A., Ouso, T. I. & Williams, J. F. M. (1977). A History of East Africa. Longman.
- Tishkoff, S. A., Reed, F. A., Friedlaender, F. R., Ehret, C., Ranciaro, A., Froment, A., Hirbo, J. B., Awomoyi, A. A., Bodo, J. M., Doumbo, O., Ibrahim, M., Juma, A. T., Kotze, M. J., Lema, G., Moore, J. H., Mortensen, H., Nyambo, T. B., Omar, S. A., Powell, K., Pretorius, G. S., Smith, M. W., Thera, M. A., Wambebe, C., Weber, J. L., Williams, S. M. (2009). "The Genetic Structure and History of Africans and African Americans". Science. 324 (5930): pp. 1035–1044.
- Topan, F. (2009). Knowledge, Renewal and Religion, Repositioning and Changing Ideological and Material Circumstances among the Swahili on the East African Coast. Ed. Kjersti Larsen. Nordiska Afrikainstitutet.